# Marienbrücke (Neuschwanstein)

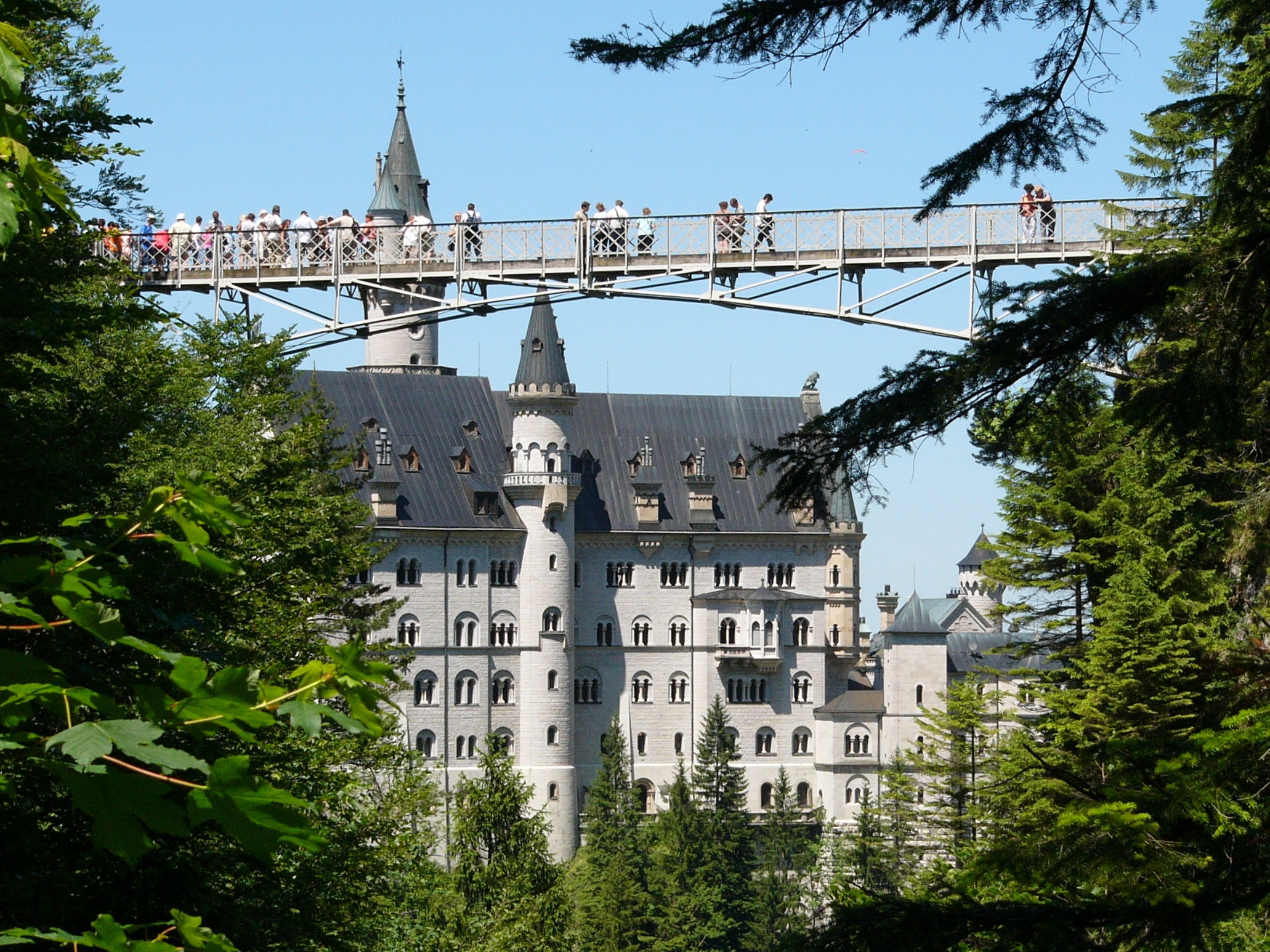
Marienbrücke şi Castelul Neuschwanstein

Marienbrücke (denumit și Pöllatbrücke) este un pod construit peste defileul Pöllat, direct vizibil de la Castelul Neuschwanstein. El se află localizat în comuna Schwangau din apropiere de orașul Füssen (în sudul landului Bavaria, Germania). Podul a fost denumit după regina Maria.
În anul 1845 regele Maximilian al II-lea al Bavariei a dispus construirea unei punți de lemn peste defileul Pöllat, care a trebuit să fie înlocuită câțiva ani mai târziu. În 1866, regele Ludovic al II-lea a cerut atelierelor de lucru Gustavsburg ale companiei Cramer-Klett & Co (azi MAN AG) din Nürnberg înlocuirea acestui pod printr-o construcție de fier proiectată de comisarul regal de construcții Heinrich Gottfried Gerber. În timpul construcției podului Marienbrücke a fost testată cu succes pentru prima dată o metodă de construcție complet nouă: la o înălțime de 90 de metri deasupra defileului Pöllat au fost ancorați suporți pe ambele părți ale muntelui, fără a fi susținuți de alte elemente de sprijin. Podul a fost restaurat în anul 1984, suporții ancorați în rocă trebuind să fie înlocuiți.